# Anania federalis
Anania federalis is een vlinder van de familie van de grasmotten (Crambidae). De wetenschappelijke naam van deze soort is voor het eerst voorgesteld als Loxostege federalis door Hahn William Capps in een publicatie uit 1967.
De soort komt voor in Mexico.